# Volodymyr Dyudya
Volodymyr Dyudya (em ucraniano:  Володимир Дюдя; Bila Tserkva, 6 de janeiro de 1983) é um ciclista olímpico ucraniano.
Dyudya representou sua nação nos Jogos Olímpicos de Verão de 2004 e 2008. Profissional desde 2006, atualmente compete para a equipe China Continental Team of Gansu Bank.